# 織田信弌
織田 信弌（おだ のぶかず）は、戦国時代から安土桃山時代にかけての武将。通称は勘七郎。

## 生涯
尾張国津島に勢力を持つ豪族大橋重長の子であったが、母が織田信秀の娘・くらの方であり織田信長の甥だったことから、織田姓を名乗ることを許されて織田氏一門に加えられる。
天正9年（1581年）の織田信長の京都御馬揃えでは馬揃連枝衆に名が見える。
天正10年（1582年）6月2日、本能寺の変にて討ち死にした。 